# Juan Pío Aguilar
Juan Pío Aguilar (1822 - 1888), fue un político mexicano, nacido y fallecido en Mérida, Yucatán. Fue gobernador de Yucatán por un breve periodo en 1875, en ausencia del gobernador Eligio Ancona.

## Datos históricos
El 3 de enero de 1874 fueron declaradas nulas las elecciones de gobernador del estado de Yucatán, en México, que se habían celebrado en noviembre de 1873 y se lanzó una nueva convocatoria para elegir al titular del poder ejecutivo. Para evitar la acefalia gubernamental se hizo cargo del gobierno José Matilde Alcocer que había sido nombrado primer consejero de gobierno. El 13 de noviembre de 1874 es nombrado por la V legislatura del estado de Yucatán gobernador provisional del estado Eligio Ancona, connotado jurisconsulto yucateco que había sido enviado por el presidente Benito Juárez para restablecer el orden político en la entidad.
Para contender en las elecciones que se avecinaban, el 17 de febrero de 1875 Eligio Ancona le entregó el poder a Juan Pío Aguilar, a la sazón primer consejero de gobierno. Las elecciones son celebradas y el 22 de marzo de 1875, tras su triunfo electoral Eligio Ancona es declarado gobernador del estado, y Carlos Peón vicegobernador. El 24 de marzo ambos personajes asumen el mando político de Yucatán.